# Eugoa eeckei
Eugoa eeckei là một loài bướm đêm thuộc phân họ Arctiinae, họ Erebidae.